# Saint-Félix-de-Bourdeilles
 Saint-Félix-de-Bourdeilles  (en occitano Sent Feliç de Maruèlh) es una población y comuna francesa, situada en la región de Aquitania, departamento de Dordoña, en el distrito de Nontron y cantón de Mareuil.

## Demografía
| 105 | 85 | 85 | 61 | 53 | 58 |
| Para los censos de 1962 a 1999 la población legal corresponde a la población sin duplicidades (Fuente: INSEE [Consultar]) |    |    |    |    |    |